# Mankala

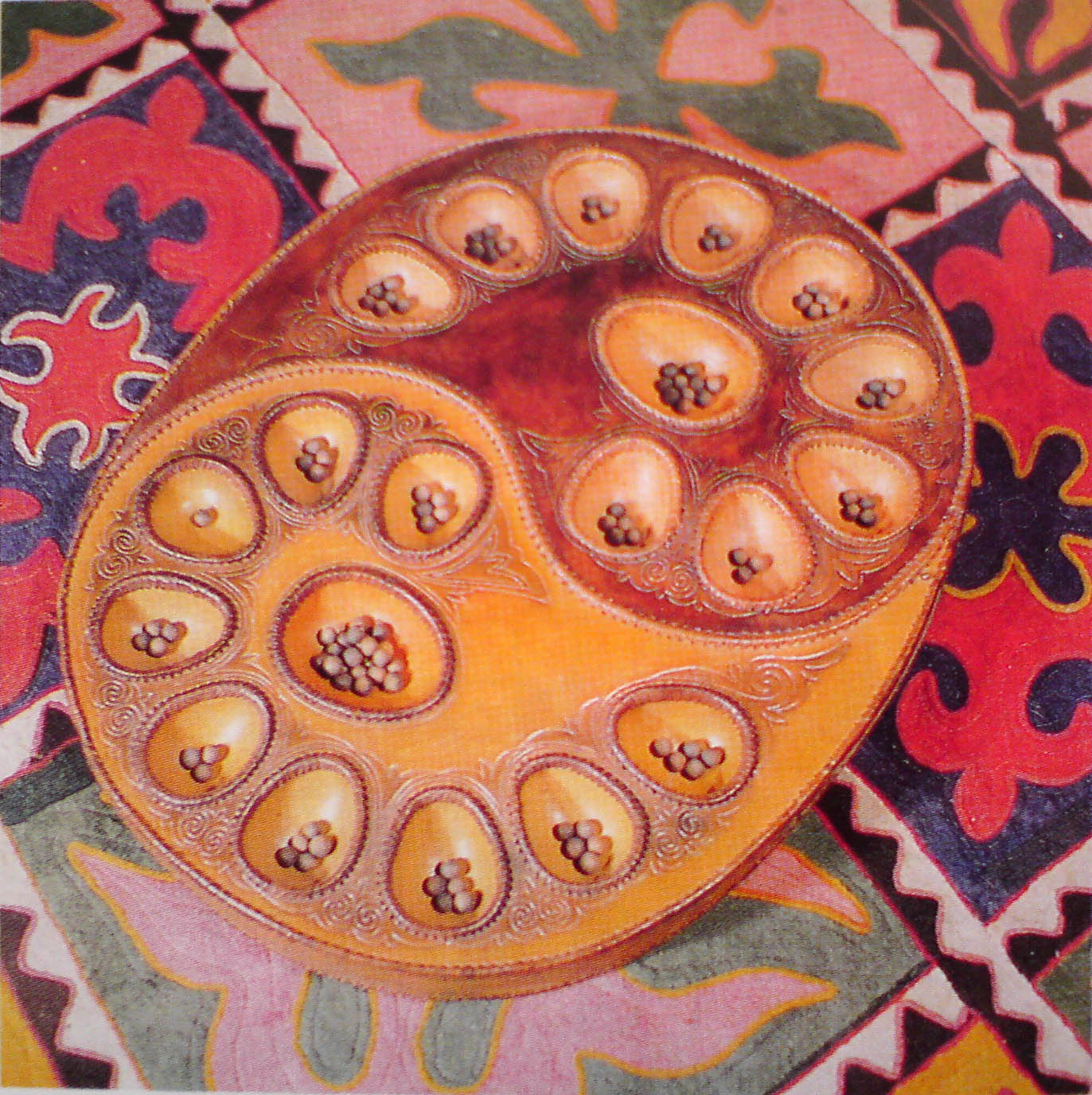
Kirgizka gra Toguz korgool

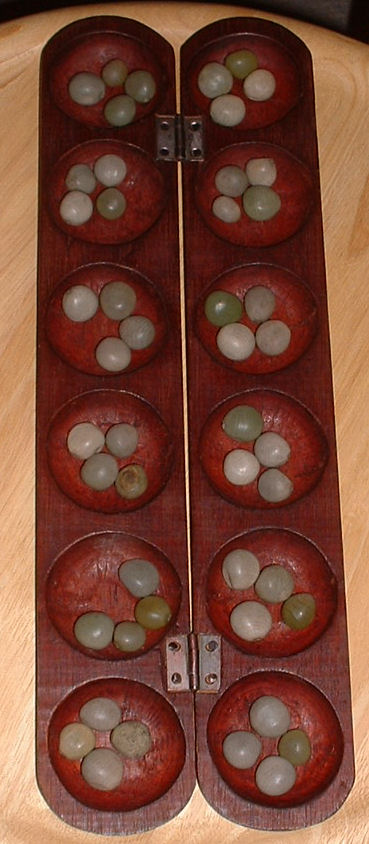
Mankala

Mankala – grupa gier o charakterze przede wszystkim liczbowym.

## Nazwa i rodzaje gry
Istnieje ponad 200 różnych określeń tej samej gry. Najpopularniejsze obecnie, to: mankala, wari i kalaha. 
Mankala to z arabskiego mangala, wzięte od nagala – poruszać się. Nazwa mankala jest popularna w Afryce Północnej i na Bliskim Wschodzie (Arabowie), wari występuje w Afryce Zachodniej, a kalaha to popularne określenie w Afryce Południowej. Ta gra w Europie nazywana bywa „afrykańskimi szachami”.
Podobnie jak mnogość określeń, występuje także bardzo dużo wariantów gry. Niemniej wszystkie one opierają się na matematycznej logice.

## Historia
Gry z rodziny mankala są znane w Afryce od czasów neolitu, dzięki czemu uważane są za gry typowo afrykańskie. Na przestrzeni dziejów każde afrykańskie plemię miało z tą grą styczność, a w wielu przypadkach uważano grę za świętość. Nikt dokładnie nie potrafi określić wieku gry, ale wiadomo, że sięga ona kilku tysięcy lat. Najstarszymi archeologicznymi dowodami na istnienie mankali są kamienne płyty odkryte w Jordanii, datowane na 7900 lat p.n.e.. Mankala, podobnie jak azjatyckie go, jest jedną z najstarszych gier na świecie w którą wciąż grają miliony ludzi. Do dziś nie wiadomo, czy ta gra na pewno została wynaleziona przez ludy Afryki, ponieważ od wielu stuleci grano w nią na Bliskim Wschodzie i na wyspach Azji Południowo-Wschodniej. Niemniej kilkaset lat temu, wraz z niewolnictwem, gra z Afryki dotarła do Ameryki Północnej i Południowej, a od około 100 lat gra jest znana (choć słabo) w Europie.

## Rekwizyty i układ kamieni przy rozpoczęciu gry
Plansza składa się z 12 domów (dołków) uszeregowanych w 6 kolumnach i 2 rzędach. Często przy krótszych bokach planszy spotyka się większe dołki (mancale), które nie są używane w trakcie rozgrywki. Służą one jedynie do przechowywania zbitych kamieni. Jako pionki stosowano ziarna (np.fasoli), muszelki, wysuszone owoce, małe, okrągłe kamienie, drewniane figurki, kulki ulepione z łajna wielbłądziego.
Początkowy układ kamieni na planszy przedstawia wyżej dołączony schemat-zdjęcie (w każdym z 12 domów znajdują się po 4 kamienie).

## Zasady gry
(Poniżej opisany wariant jest obecnie najpopularniejszy)
Rozpoczynającego partię wyznacza się przez losowanie. Gracze na zmianę wykonują kolejne ruchy. Celem gry jest zdobycie maksymalnej liczby kamieni.
Każdy gracz dysponuje kamieniami, które w danym momencie znajdują się po jego stronie planszy.
Rozpoczynający grę, jest zobowiązany do wzięcia wszystkich kamieni z jednego z sześciu pól, a następnie "rozsiania" ich kolejno po jednym do dołków po swojej prawej stronie (jeżeli gracz wziął kamienie z pierwszego pola po swej lewej strony, to pierwszy kamień znajdzie się w dołku nr 2, drugi w dołku nr 3, trzeci w dołku nr 4, czwarty w dołku nr 5). Po pierwszym ruchu sytuacja więc będzie następująca: w dołku pierwszym - 0 kamieni; w dołku drugim - 5 kamieni; w dołku trzecim - 5 kamieni; w dołku czwartym - 5 kamieni; w dołku piątym - 5 kamieni; w dołku szóstym - 4 kamienie. Kolejny ruch należy do przeciwnika, który musi wybrać wszystkie kamienie z jednego z sześciu swoich dołków i rozsiać je w taki sam sposób co gracz rozpoczynający. W grze mankala obowiązuje rozsiewanie kamieni w kierunku przeciwnym do ruchów wskazówek zegara (jeżeli weźmiemy np. trzy kamienie z pola nr 5 (całą zawartość), to pierwszy kamień znajdzie się na polu nr 6, drugi kamień na polu (UWAGA!) nr 1 przeciwnika, trzeci kamień na polu nr 2 przeciwnika). Rozsiewanie odbywa się więc od lewej do prawej strony we własnych dołkach, i od prawej do lewej po stronie przeciwnika (oczywiście patrząc z własnej perspektywy, a nie rywala, który widzi to dokładnie odwrotnie).
Po kilku pierwszych ruchach sytuacja robi na tyle skomplikowana, że zawartość kamieni w poszczególnych dołkach jest bardzo urozmaicona. 
Celem gry jest doprowadzenie do takiej sytuacji, aby ostatni z "rozsiewanych" kamieni znalazł się na jednym z pól przeciwnika, gdzie po dostawieniu utworzy "kolekcję" dwóch lub trzech kamieni w dołku. W takim wypadku cała "kolekcja" musi zostać zbita i umieszczona w magazynie po prawej stronie gracza zbijającego. Zdobyte zostają także wszystkie kamienie z sąsiednich pól przeciwnika, jeśli na nich znajdują się dwa lub trzy kamienie (np. po zagraniu mamy taką oto sytuację: w pierwszym dołku przeciwnika - 2 kamienie; w drugim - 3; w trzecim - 2; w czwartym - 3; w piątym - 5; w szóstym - 3. Jeżeli zakończyliśmy ruch na polu nr 3, to zbijamy kamienie tam się znajdujące (2), zbijamy także wszystkie kamienie znajdujące się na polach: 2,1 i 4. Piąte pole stanowi barierę (5 kamieni), więc zawartość pola szóstego (3 kamienie) jest w tym przypadku bezpieczna. Po wyżej opisanym zagraniu, gracz zdobywa automatycznie aż 10 kamieni.
Jeżeli na tym polu planszy, z którego gracz podejmuje kamienie dla wykonania ruchu, znajduje się więcej niż 11 kamieni, w toku "rozsiewania" kamieni po planszy gracz omija pole, z którego pierwotnie podjął kamienie.
Gra toczy się do chwili, gdy wszystkie kamienie zostają zbite, lub (znacznie częściej) do chwili, gdy jeden z graczy, na którego przypada kolejność ruchu, nie może go wykonać, gdyż po jego stronie planszy nie ma ani jednego kamienia. Wówczas kamienie znajdujące się jeszcze na planszy zostają również zdobyte przez przeciwnika (tego gracza, po którego stronie się znajdują).
Wygrywa partię ten z graczy, który zdobył więcej kamieni.